# اوله هالستی
اوله رودولف هالستی (انگلیسی: Ole Holsti؛ زادهٔ ۷ اوت ۱۹۳۳) یک دانشمند علوم سیاسی و روابط بین‌الملل اهل ایالات متحده آمریکا است. او صاحب کرسی علوم سیاسی در دانشگاه دوک است.
از کارهای مشهور او می‌توان به مدل سوء ظن ذاتی اشاره کرد.
وی برندهٔ جوایزی همچون کمک‌هزینه گوگنهایم شده‌است.